# Хеккенмюнстер
Хеккенмюнстер (нем. Heckenmünster) — община в Германии, в земле Рейнланд-Пфальц. 
Входит в состав района Бернкастель-Витлих. Подчиняется управлению Виттлих-Ланд.  Население составляет 117 человек (на 31 декабря 2010 года). Занимает площадь 4,88 км².